# Andrilovec
Andrilovec est une localité de la municipalité de Dugo Selo située dans le comitat de Zagreb en Croatie. Au recensement de 2001 la localité comptait 289 habitants.
L'agriculture et l'élevage sont les activités principales de la population.